# RpoF
Ген rpoF (РНК-полимераза, жгутика F) кодирует сигма-фактор sigma-28 (σ28 или RpoF), белок Кишечной палочки и других видов бактерий. В зависимости от вида бактерий этот ген может называться sigD  или fliA.  Было установлено, что белок, кодируемый этим геном, необходим для образования жгутика. 